# Lucrezia Borgia (film 1940)
Lucrezia Borgia è un film del 1940 diretto da Hans Hinrich.

## Trama
La vita romanzata di Lucrezia Borgia al tempo del suo matrimonio con Alfonso I d'Este: la gelosia del consorte, gli svaghi alla corte ducale di Ferrara e un variegato stuolo di spasimanti, dal nobile Alessandro Strozzi, al letterato Pietro Bembo, all'inventore e scultore Ranuccio.

## Produzione
Il film venne realizzato presso gli stabilimenti della Scalera Film a Roma.

## Distribuzione
La pellicola venne distribuita nel circuito cinematografico italiano il 29 novembre del 1940.

## Accoglienza

### Critica
« Le riabilitazioni storiche sono di moda. Non staremo qui a discutere sulla veridicità della storia trattata, sull'esattezza o meno di una cronaca troppo lontana e troppo poco documentata. Quel che importa è che il film sa di non abusare del fasto, che in genere circonda simili ricostruzioni e non ridonda eccessivamente di stucchi e di trappeggi...» Giuseppe Isani in Cinema del 10 gennaio 1941.